# Sainte-croix (cépage)
Le sainte-croix N est un cépage noir de cuve. Créé par l'hybrideur Elmer Swenson dans l'État du Wisconsin aux États-Unis, il est issu du croisement entre le ES 193 et le ES 283, (connu pour sa résistance au froid, les vignes pouvant tolérer des températures descendant jusqu'à -38 degrés Celsius).
Le sainte-croix est aussi connu sous les noms de « St. Croix » (en anglais), « Elmer Swenson 242 » (du nom de son auteur), ou « ES 242 » (nom abrégé).

## Types de vin
Ce cépage permet la création de vins rouges fruités, de vins rosés et de vins fortifiés.

## Régions
Il s'agit d'un des cépages les plus utilisés pour la production de vins au Québec,, il est également utilisé dans les États de New York, du Connecticut et du Midwest américain.